# 萨米尔·巴拉奇
萨米尔·巴拉奇（1973年11月2日—），克罗地亚男子水球运动员。他曾代表克罗地亚参加2000年、2004年、2008年和2012年夏季奥林匹克运动会水球比赛，其中2012年奥运会获得一枚金牌。